# Herpetoskylax
Herpetoskylax é um gênero extinto de sinapsídeos biarmosuchia que viveu na África do Sul. A espécie é Herpetoskylax hopsoni. Ele viveu durante o final do período Permiano e seu crânio media aproximadamente 15 cm de comprimento.